# Râul Chițigăile
Râul Chițigăile este unul din cele două brațe care formează Râul Râșcuța. În cadastrul apelor acesta este considerat cursul principal.

## Hărți
- Harta județului Suceava